# ثنائي انهياري
فِي الْإِلِكْتِرُونِيَّاتِ، الصِّمَامُ الثُّنَائِيُّ الِانْهِيَارِيُّ هُوَ صِمَامٌ ثُنَائِيٌّ (مَصْنُوعٌ مِنْ السِّيلِيكُونِ أَوْ غَيْرِهِ مِنْ أَشْبَاهِ الْمُوَصِّلَاتِ) مُصَمِّمٍ لِتَجْرِبَةِ الِانْهِيَارِ الِانْهِمَارِيِّ عِنْدَ جُهْدِ انْحِيَازٍ عَكْسِيٍّ مُحَدَّدٍ. تَمَّ تَصْمِيمُ تَقَاطُعِ الصِّمَامِ الثُّنَائِيِّ الِانْهِيَارُ لِمَنْعِ التَّرْكِيزِ الْحَالِيِّ وَالنِّقَاطِ السَّاخِنَةِ النَّاتِجَةِ، بِحَيْثُ لَا يَتَضَرَّرُ الصِّمَامُ الثُّنَائِيُّ بِسَبَبِ الِانْهِيَارِ. يَرْجِعُ الِانْهِيَارُ الِانْهِمَارِيُّ إِلَى تَسَارُعِ نَاقِلَاتِ الْأَقَلِّيَّةِ بِمَا يَكْفِي لِإِنْشَاءِ تَأَيُّنٍ فِي الشَّبَكَةِ الْبَلُّورِيَّةِ، مِمَّا يَنْتِجُ عَنْهُ الْمَزِيدُ مِنْ النَّاقِلَاتِ الَّتِي بِدَوْرِهَا تَخْلُقُ الْمَزِيدَ مِنْ التَّأَيُّنِ. نَظَرًا لِأَنَّ الِانْهِيَارَ الِانْهِمَارِيَّ مُنْتَظِمٌ عَبْرَ التَّقَاطُعِ بِأَكْمَلِهِ، فَإِنَّ جُهْدَ الِانْهِيَارِ يَكُونُ ثَابِتًا تَقْرِيبًا مَعَ التَّيَّارِ الْمُتَغَيِّرِ  بِالْمُقَارَنَةِ مَعَ الصِّمَامِ الثُّنَائِيِّ غَيْرِ الِانْهِمَارِيِّ.
يُظْهَرُ الصِّمَامُ الثُّنَائِيُّ زِينْزْ تَأْثِيرًا مُشَابِهًا عَلَى مَا يَبْدُو بِالْإِضَافَةِ إِلَى انْهِيَارَ زِينْزْ. كِلَا التَّأْثِيرَيْنِ مَوْجُودَانِ فِي أَيٍّ مِنْ هَذَا الصِّمَامِ الثُّنَائِيِّ، لَكِنَّ أَحَدَهُمَا يُهَيْمِنُ عَلَى الْآخَرِ عَادَةً. تَمَّ تَحْسِينُ ثُنَائِيَّاتِ الِانْهِيَارِ الِانْهِمَارِيِّ مِنْ أَجْلِ تَأْثِيرِ الِانْهِيَارِ الِانْهِمَارِيِّ بِحَيْثُ تُظْهِرُ انْخِفَاضًا صَغِيرًا وَلَكِنْ مُهِمًا فِي الْجُهْدِ تَحْتَ ظُرُوفِ الِانْهِيَارِ، عَلَى عَكْسِ ثُنَائِيَّاتِ زِينَرْ الَّتِي تُحَافِظُ دَائِمًا عَلَى جُهْدٍ أَعْلَى مِنْ الِانْهِيَارِ. تُوَفِّرُ هَذِهِ الْمِيزَةُ حِمَايَةً أَفْضَلَ مِنْ زِيَادَةِ التَّيَّارِ أَكْثَرَ مِنْ الصِّمَامِ الثُّنَائِيِّ زِينْزْ الْبَسِيطِ وَتَعْمَلُ مِثْلَ اسْتِبْدَالِ أُنْبُوبِ تَفْرِيغِ الْغَازِ. تَحْتَوِي الثُّنَائِيَّاتُ الِانْهِيَارَ الِانْهِمَارِيَّ عَلَى مَعَامِلِ دَرَجَةِ حَرَارَةٍ مُوجِبٍ صَغِيرٍ لِلْجُهْدِ، حَيْثُ يَكُونُ لِلدُّيُودَاتِ الَّتِي تَعْتَمِدُ عَلَى تَأْثِيرِ زِينَرْ مَعَامِلَ دَرَجَةِ حَرَارَةٍ سَالِبٍ.

## الاستخدامات

تيار الصمام الثنائي الانهيارس مقابل خاصية الجهد.

### إشارة الجهد
يَخْتَلِفُ الْجُهْدُ بَعْدَ الِانْهِيَارِ بِشَكْلٍ طَفِيفٍ مَعَ تَغَيُّرِ التَّيَّارِ. هَذَا يَجْعَلُ الصِّمَامَ الثُّنَائِيَّ الِانْهِيَارَ الِانْهِمَارِيَّ مُفِيدًا كَنَوْعٍ مِنْ مَرْجِعِ الْجُهْدِ. الثُّنَائِيَّاتُ الْمَرْجِعِيَّةِ لِلْجُهْدِ الْمُصَنَّفَةِ بِأَكْثَرَ مِنْ حَوَالَيْ 6-8 فُولَتْ هِيَ بِشَكْلٍ عَامٍّ ثُنَائِيَّاتُ الِانْهِيَارِ الِانْهِمَارِيِّ.

### حماية
أحد التطبيقات الشائعة هو حماية الدوائر الإلكترونية من تلف الفولتية العالية. يتم توصيل الصمام الثنائي الانهيار الانهماري بالدائرة بحيث يكون منحازًا عكسيًا. وبعبارة أخرى، فإن الكاثود الخاص بها إيجابي فيما يتعلق بالقطب الموجب. في هذا التكوين، يكون الصمام الثنائي غير موصل ولا يتداخل مع الدائرة. إذا زاد الجهد عن حد التصميم، ينتقل الصمام الثنائي إلى انهيار جليدي، مما يتسبب في توصيل الجهد الضار إلى الأرض. عند استخدامها بهذه الطريقة، غالبًا ما يشار إليها باسم الثنائيات المثبتة أو مثبطات الجهد العابر لأنها تثبت أو «تثبت» الحد الأقصى للجهد إلى مستوى محدد مسبقًا. عادة ما يتم تحديد الثنائيات الانهيار الانهماري لهذا الدور من خلال جهد التثبيت V BR والحد الأقصى من الطاقة العابرة التي يمكن أن تمتصها، والتي تحددها إما الطاقة ( بالجول ) أو {\displaystyle i^{2}rt}. لا يكون انهيار الانهيار الانهماري مدمرًا طالما تم منع الصمام الثنائي من ارتفاع درجة الحرارة.

### توليد ضوضاء التردد الراديوي
تُوَلَّدُ ثُنَائِيَّاتُ الِانْهِيَارِ الِانْهِمَارِيِّ ضَوْضَاءَ تَرَدُّدَ الرَّادْيُو. يَتِمُّ اسْتِخْدَامُهَا بِشَكْلٍ شَائِعٍ كَمَصَادِرَ لِلضَّوْضَاءِ فِي أَجْهِزَةِ الرَّادْيُو وَمُوَلِّدَاتُ الْأَرْقَامِ الْعَشْوَائِيَّةِ لِلْأَجْهِزَةِ. عَلَى سَبِيلِ الْمِثَالِ، غَالِبًا مَا تُسْتَخْدَمُ كَمَصْدَرٍ لِلتَّرَدُّدَاتِ الرَّادْيَوِيَّةِ لِجُسُورِ مُحَلِّلِ الْهَوَائِيِّ. يُمْكِنُ أَيْضًا اسْتِخْدَامُ ثُنَائِيَّاتِ الِانْهِيَارِ الِانْهِمَارِيِّ كَمُوَلِّدَاتٍ لِلضَّوْضَاءِ الْبَيْضَاءِ.

### توليد تردد الميكروويف
إِذَا تَمَّ وَضْعُهَا فِي دَائِرَةِ طَنِينٍ، يُمْكِنُ أَنْ تَعْمَلَ الثُّنَائِيَّاتُ الِانْهِمَارِيَّةُ كَأَجْهِزَةِ مُقَاوَمَةً سَلْبِيَّةٍ. الصِّمَامُ الثُّنَائِيُّ إِمْبَاتٌ هُوَ صِمَامٌ ثُنَائِيٌّ أَفَالَانْشْ مُحْسَّنٌ لِتَوْلِيدِ التَّرَدُّدِ.

### كاشف الانهيارات الانهمارية أحادية الفوتون
هَذِهِ مَصْنُوعَةٌ مِنْ السِّيلِيكُونِ الْمُخَدِّرِ وَتَعْتَمِدُ عَلَى تَأْثِيرِ انْهِيَارِ الِانْهِيَارِ الِانْهِمَارِيِّ لِاكْتِشَافِ حَتَّى الْفُوتُونَاتِ الْمُفْرَدَةِ. إِنَّ الثُّنَائِيَّ الضَّوْئِيَّ لِلسِّيلِيكُونْ الِانْهِيَارَ الِانْهِمَارِيَّ هُوَ كَاشِفٌ لِلْفَوْتُونِ عَالِي الْكَسْبِ. إِنَّهَا «... مِثَالِيَّةٌ لِلِاسْتِخْدَامِ فِي التَّطْبِيقَاتِ عَالِيَةِ السُّرْعَةِ وَمُسْتَوَى الْإِضَاءَةِ الْمُنْخَفِضَةِ». يَتِمُّ تَشْغِيلُ الثُّنَائِيِّ الضَّوْئِيِّ لِلِانْهِيَارِ الِانْهِمَارِيِّ بِجُهْدِ انْحِيَازٍ عَكْسِيٍّ يَصِلُ إِلَى مِئَاتِ الْفُولْتَاتِ، وَهُوَ أَقَلُّ بِقَلِيلٍ مِنْ جُهْدِ الِانْهِيَارِ. فِي هَذَا النِّظَامِ، تَسْتَهْلِكُ أَزْوَاجَ ثُقُوبِ الْإِلِكْتِرُونِ النَّاتِجَةَ عَنْ الْفُوتُونَاتِ السَّاقِطَةِ كَمِّيَّةً كَبِيرَةً مِنْ الطَّاقَةِ مِنْ الْمَجَالِ الْكَهْرَبَائِيِّ، مِمَّا يَنْتِجُ عَنْهُ الْمَزِيدُ مِنْ حَامِلَاتِ الشِّحْنَةِ الثَّانَوِيَّةِ. يُمْكِنُ تَسْجِيلُ التَّيَّارِ الضَّوْئِيِّ لِفُوتُونٍ وَاحِدٍ فَقَطْ بِهَذِهِ الْأَجْهِزَةِ الْإِلِكْتِرُونِيَّةِ.